# دیمن نایت

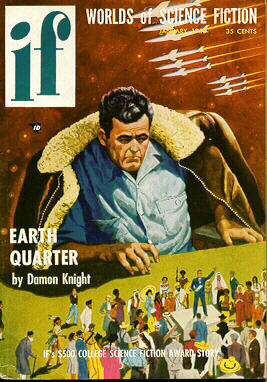
نایت‌..

دیمن نایت (انگلیسی: Damon Knight; ۱۹ سپتامبر ۱۹۲۲ – ۱۵ آوریل ۲۰۰۲) یک نویسنده، و رمان‌نویس اهل ایالات متحده آمریکا بود.

## آثار
- آن آخرین کلمه
- خدمت به انسان